# Bart the Genius
«Bart the Genius» (укр. Барт — геній) — друга серія першого сезону мультсеріалу «Сімпсони», прем'єра якої відбулась 14 січня 1990 року у США на телеканалі «Fox».

## Сюжет

Гомер вислуховує пояснення слова «Kwyjibo»

У будинку Сімпсонів, де сім'я грає в настільну гру «Скрабл» , яка не викликає у Барта цікавості. Прагнучи скоріше закінчити її, Барт викладає з всіх своїх літер неіснуюче слово «Kwyjibo». Стараючись пояснити значення цього слова, Барт розлючує Гомера.
Наступного дня директор Скіннер (за доносом Мартіна Принса) ловить Барта, коли той розмальовує шкільну стіну. Скіннер наказує хлопцю явитись після занять в його кабінет. Після цього Барт йде до свого класу, де того дня учні повинні писати тест на визначення IQ. Не справляючись самотужки з цим тестом Барт тайкома підмінює свою роботу на роботу Мартіна.
Після занять Барт з батьками сидить в кабінеті директора Скіннера, де директор натякає, що за псування шкільного майна треба заплатити, коли в цей момент до кабінету входить шкільний психолог і заявляє, що за результатами тесту, Барт набрав 216 балів, тобто він — геній. За односторонньою згодою, Барта переводять до школи для обдарованих дітей.
У тій школі Барта одразу ставлять у тупик інші учні своїми розмовами та теоріями. Завдяки своїм знанням учні хитрістю, змушують Барта віддати їм свій обід. Тим часом Гомер став більше приділяти уваги своєму сину. Мардж, намагаючись підтримати розумові здібності Барта, купує всій сім'і (на превеликий жаль Гомера та Барта) квитки в оперу. Після цього Барт приходить у свою стару школу, але його друзі не хочуть з ним розмовляти, бо, на їх думку, він занадто розумний. Хлопець хоче нарешті розповісти правду Гомеру, але бажання пограти з батьком в м'яч перемагає.
Після невдалого експеримента у школі Барт просить шкільного психолога повернути його до старої школи, мотивуючи це тим, що хоче вивчати поведінку звичайних дітей. Після невдалих спроб написати про це, Барт пише нову записку де зізнається, що списав тест.
Ввечері Барт у скоєному зізнається Гомеру, додаючи, що за цей тиждень вони дуже зблизились, але Гомер розлючується і женеться за Бартом з явним наміром його душити.

## Виробництво

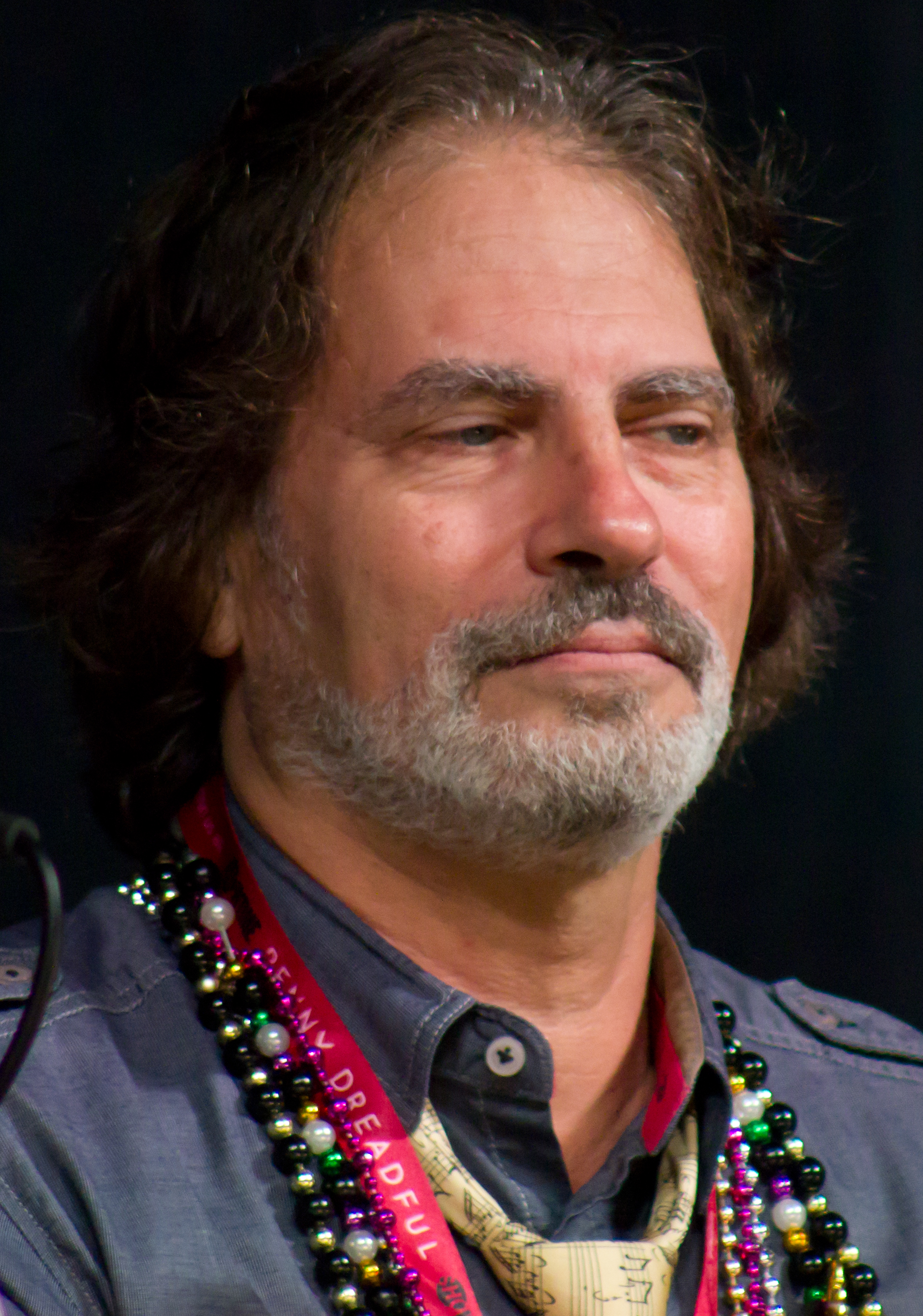
Девід Сільверман режисер серії

Історія заснована на реальних подіях з дитинства автора сценарію Джона Вітті, коли більшість дітей у класі не сприйняли тест на IQ серйозно. Спочатку написаний сценарій мав зайняти 30 хвилин ефірного часу. Режисер Девід Сільверман спеціально для сцени з настільною грою намалював дошку для гри у «Скреббл», в ній міститься натяк на те, що Сімпсони можуть складати лише легкі слова.
Були деякі труднощі з анімацією цієї серії. Банан в початковій сцені був намальований неправильно, бо корейські аніматори були незнайомі з фруктом. Із синхронізацією звуку і руху губ були проблеми в останній сцені. Версія, що вийшла в ефір була створена методом спроб і помилок. 
У цій серії вперше з'явилася повна початкова заставка. Автор ідеї Метт Ґрейнінґ ввів в мультфільм початкові титри, щоб таким чином збалансувати продовженість епізодів. Однак, щоб одне й теж саме не повторювалося кожного тижня, в заставці з'явилося два геги. Перший полягає у тому, що, коли камера показує Спрінгфілдську початкову школу, через вікно видно, як Барт багаторазово пише одне й теж речення як покарання. Це речення, яке має відношення до подій в світі або навколо серіалу змінюється з епізоду в епізод. Інший гег носить назву «диванний прикол» (англ. couch gag), в ньому завжди показано, як сім'я, долаючи різноманітні перешкоди, поспішає до свого дивану дивитися телевізор.

## Перша поява
- Ральф Віггам
- Шеррі і Террі
- Венделл Бортон
- Деві Ларго
- Сніжок-2

## Цікаві факти
- На початку серії Меґґі складає з кубиків слово «EMCSQU», що означає рівняння Ейнштейна: Е=МС2
- Сцена, де сім'я грає у «Скрабл» запозичена з мультсеріалу «The Big Snit»[4].
- Гомер помилково вважає, що лампочку придумав Ейнштейн.
- Відображення математичних проблем Барта схоже на творчість американського мультиплікатора Сола Стейнберга.
- У цій серії Барт вперше говорить, відому у майбутньому фразу «Вкуси мене за шорти» (англ. Eat my shorts).
- В цьому епізоді у Мілгауса чорне волосся.
- За результатами тесту Барт набрав 216 балів, хоча, насправді, максимум за цей тест можна набрати 160 балів.
- На тесті прізвище Мартіна було написано як Martin Prace (Мартін Принс), однак Барт переписуючи прізвище написав Martin Prince (Мартін Принц)
- Опера, яку відвідує сім'я це «Кармен» французького композитора Жоржа Бізе
- Пісня, яку висміює Барт — це відома композиція «Пісня Тореадора»
- Учні школи для обдарованих дітей мають бокси для обіду із зображенням роману 1945 року «Повернення до Брайдсхеда» та шахового гройсмейстера Анатолія Карпова